# Válassz vagy meghalsz!
A Válassz vagy meghalsz! (eredeti cím: Choose or Die, korábban CURS>R) 2022-ben bemutatott brit horror-thriller Toby Meakins rendezésében. A film Meakins első rendezése. A főszerepben Asa Butterfield, Iola Evans, Eddie Marsan és Robert Englund látható.
A film 2022. április 15-én jelent meg a Netflixen.

## Rövid történet
Egy szegény diáklány egy 1980-as évekbeli túlélős számítógépes játékkal játszik, hogy 125 ezer dollárt nyerjen. Néhány félelmetes pillanat után a lány rájön, hogy már nem a pénzért játszik, hanem az életéért.

## Cselekmény
Egy gazdag középkorú férfi horror videojátékkal játszik, miközben felesége és tizenéves fia veszekednek: a játék eredményeként a nő a végén levágja a fiú nyelvét. 
A következő jelenetben Kaylát, egy lány ismerünk meg, aki a közelmúltban hagyta el az egyetemet, annak ellenére, hogy óriási tehetsége van az informatikához, és ezért a legszerényebb munkákat végzi a túlélés érdekében. Egy drogfüggő lánya, akinek soha nem sikerült kiszabadulnia abból a szörnyű környékről, ahol él, és szenved a folyosófelügyelő (és drogdíler), Lance zaklatásától. Kayla anyját is eléri az átok, patkányok megszállottja lesz, amelyek állítása szerint a lakása falai között élnek. 

## Szereplők
| Szerep       | Színész         | Magyar hang       | Leírás                                                                                                  |
| ------------ | --------------- | ----------------- | --- |
| Kayla        | Iola Evans      | Pekár Adrienn     | Egy ablakmosóként dolgozó, főiskolát félbehagyó diák, akit a CURS>R rémálomszerű világába sodor a sors. |
| Isaac        | Asa Butterfield | Fáncsik Roland    | Kayla barátja.                                                                                          |
| Hal          | Eddie Marsan    | Kapácsy Miklós    | Laura férje.                                                                                            |
| Önmaga       | Robert Englund  | Németh Gábor      | a CURS>R rendezője.                                                                                     |
| Laura        | Kate Fleetwood  | Kiss Erika        | Hal felesége.                                                                                           |
| Lance        | Ryan Gage       | Pataki Ferenc     | Egy főbérlő, aki drogokkal, prostitúcióval és súlyos lelki/szexuális bántalmazással zaklatja Theát.     |
| Thea         | Angela Griffin  | Makay Andrea      | Kayla édesanyja.                                                                                        |
| Gabe         | Pete Machale    | Baráth István     | Hal és Laura fia.                                                                                       |
| Beck         | Joe Bolland     | Karácsonyi Zoltán | |
| tini játékos | George Hannigan |                   | |

## A film készítése
2021 júniusában bejelentették, hogy Butterfield, Evans és Marsan szerepelni fognak a filmben.
A forgatás Londonban kezdődött és 2021 áprilisában fejeződött be.
2022. március 30-án bejelentették, hogy Liam Howlett, a The Prodigy tagja szerzi a film zenéjét.

## Megjelenés
A Netflix 2021 júliusában szerezte meg a film forgalmazási jogait világszerte.

## Fogadtatás
A film a Rotten Tomatoes-on 19%-os értékelést kapott huszonegy kritika alapján.
Jude Dry az IndieWire-től B+-ra értékelte a filmet.
Adam Graham, a The Detroit News kritikusa ezt írta: " Egy ócska horrorfilm, amit még a stáblista vége előtt elfelejtünk...